# Associazione Calcio Cesena 1943-1944
Questa voce raccoglie le informazioni riguardanti l'Associazione Calcio Cesena nelle competizioni ufficiali della stagione 1943-1944.

## Rosa
| N. |                   | Ruolo | Calciatore           |
| -- | ----------------- | ----- | -------------------- |
|    | Italia (bandiera) |       | Bernes               |
|    | Italia (bandiera) | A     | Adler Bonci          |
|    | Italia (bandiera) | C     | Iro Bonci            |
|    | Italia (bandiera) | C     | Galeazzo Cammillotti |
|    | Italia (bandiera) |       | Stelvio Cammillotti  |
|    | Italia (bandiera) | D     | Mario Casali         |
|    | Italia (bandiera) | C     | Renato Casali        |
|    | Italia (bandiera) | P     | Giorgio Fioravanti   |
|    | Italia (bandiera) | D     | Renato Lucchi        |
|    | Italia (bandiera) |       | Magnani              |
|    | Italia (bandiera) | A     | Giuseppe Matassoni   |

| N. |                   | Ruolo | Calciatore         |
| -- | ----------------- | ----- | ------------------ |
|    | Italia (bandiera) | C     | Florio Omissoni    |
|    | Italia (bandiera) | D     | Arnaldo Pantani    |
|    | Italia (bandiera) | D     | Vittorio Pineroli  |
|    | Italia (bandiera) | D     | Piero Ricci        |
|    | Italia (bandiera) |       | Ricci II           |
|    | Italia (bandiera) | P     | Carlo Rognoni      |
|    | Italia (bandiera) | A     | Serafino Romani    |
|    | Italia (bandiera) |       | Alfredo Silvestre  |
|    | Italia (bandiera) | A     | Amilcare Trevisani |
|    | Italia (bandiera) | A     | Ezio Zanelli       |